# Condado de Walton (Florida)
El condado de Walton es un condado ubicado en el estado de Florida. En el año 2010, su población era de 55 043 habitantes. Su sede está en DeFuniak Springs.

## Historia
El Condado de Walton fue creado en 1824. Su nombre es el de George Walton, secretario del territorio de Florida entre 1821 y 1826.

## Demografía
Según el censo de 2000, el condado cuenta con 40 601 habitantes, 16 548 hogares y 11 .120 familias residentes.  La densidad de población es de 15 hab/km² (38 hab/mi²).  Hay 29 083 unidades habitacionales con una densidad promedio de 11 u.a./km² (28 u.a./mi²).  La composición racial de la población del condado es 88,41% Blanca, 6,98% Afroamericana o Negra, 1,28% Nativa americana, 0,45% Asiática, 0,04% De las islas del Pacífico, 0,75% de Otros orígenes y 2,09% de dos o más razas.  El 2,17% de la población es de origen Hispano o Latino cualquiera sea su raza de origen.
De los 16 548 hogares, en el 26,40% de ellos viven menores de edad, 53,00% están formados por  parejas casadas que viven juntas, 10,10% son llevados por una mujer sin esposo presente y 32,80% no son familias. El 27,10% de todos los hogares están formados por una sola persona y 10,10% de ellos incluyen a una persona de más de 65 años.  El promedio de habitantes por hogar es de 2,35 y el tamaño promedio de las familias es de 2,83 personas.
El 21,70% de la población del condado tiene menos de 18 años, el 7,10% tiene entre 18 y 24 años, el 28,50% tiene entre 25 y 44 años, el 26,90% tiene entre 45 y 64 años  y el 15,80% tiene más de 65 años de edad. La mediana de la edad es de 40 años.  Por cada 100 mujeres hay 105,20 hombres y por cada 100 mujeres de más de 18 años hay 105,00 hombres.
La renta media de un hogar del condado es de $32 407, y la renta media de una familia es de $37 663. Los hombres ganan en promedio $26 799 contra $21 208 para las mujeres. La renta per cápita en el condado es de $18 198.  14,40% de la población y 11,60% de las familias tienen entradas por debajo del nivel de pobreza. De la población total bajo el nivel de pobreza, el 21,00% son menores de 18 y el 10,90% son mayores de 65 años.

## Ciudades y pueblos

### Municipalidades
1. Ciudad de De Funiak Springs
2. Ciudad de Freeport
3. Pueblo de Paxton

### No incorporadas
- Miramar Beach
- Santa Rosa Beach
- Grayton Beach
- Mossy Head
- Seacrest
- Seaside

### Administración local
- Junta de comisionados del Condado de Walton
- Supervisión de elecciones del Condado de Walton
- Registro de propiedad del Condado de Walton
- Oficina del alguacil del Condado de Walton
- Oficina de impuestos del Condado de Walton

### Turismo
- Playas del sur de Walton

- Datos: Q503455
- Multimedia: Walton County, Florida / Q503455